# Ceratocanthus vicarius
Ceratocanthus vicarius är en skalbaggsart som beskrevs av Bates 1887. Ceratocanthus vicarius ingår i släktet Ceratocanthus och familjen Hybosoridae. Inga underarter finns listade i Catalogue of Life.